# Gustave Dugazon
Pour les articles homonymes, voir Dugazon.
Pour les autres membres de la famille, voir Famille Gourgaud.
Gustave Dugazon, de son vrai nom Alexandre Louis Gustave Gourgaud, est un compositeur français né à Paris le 1er février 1781 et mort dans la même ville le 12 septembre 1829 dans l'ancien 1er arrondissement. 
Contemporain de Boieldieu, Méhul, Kreutzer, Gustave Dugazon est le fils de la cantatrice Louise Rosalie Lefebvre, dite Madame Dugazon et de l'acteur Jean-Henry Gourgaud dit Dugazon.
Il est en outre le cousin germain du général Baron Gaspard Gourgaud (1783-1852).

## Biographie

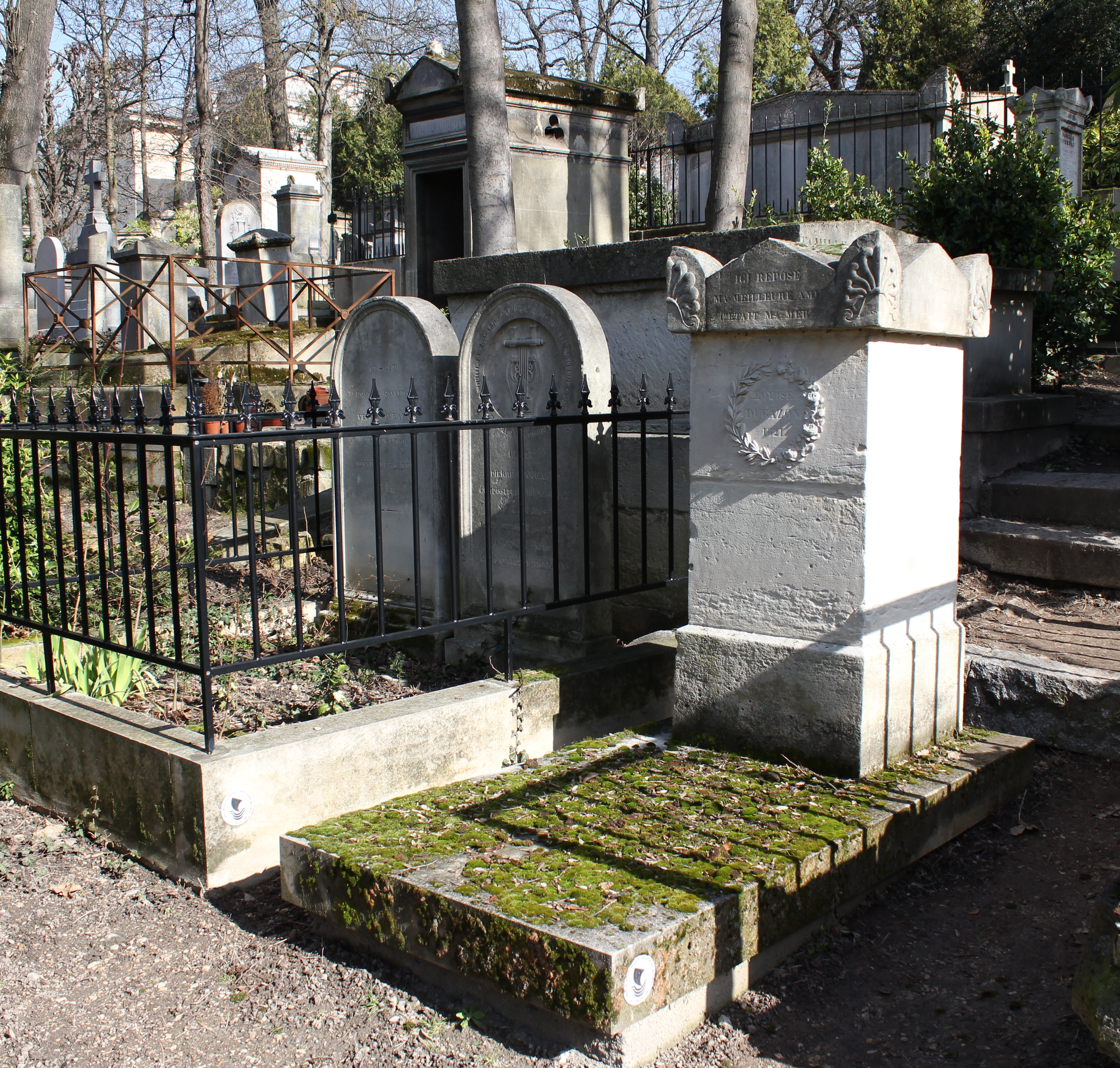
Tombe de la famille Dugazon au cimetière du Père-Lachaise.

Doué pour la musique, il entre au Conservatoire de Paris dans la classe d'harmonie de Berton et étudie la composition avec Gossec.
En 1806, il obtient le premier second grand prix de Rome avec sa cantate Hero, écrite sur les paroles de Saint-Victor. Il fait ensuite à Paris une carrière de compositeur et de professeur de musique, enseignant le piano.
Il est inhumé au cimetière du Père-Lachaise (11e division).

## Œuvres
Son premier ouvrage, Noemie, fut un ballet créé au théâtre de la Porte-Saint-Martin. Il fut suvi d'un opéra en trois actes, Marguerite de Waldemar (Théâtre Feydeau, 1812), puis d’un autre opéra en un acte, La Noce écossaise, en 1814. Il écrivit Le Chevalier d’industrie en 1818, en collaboration avec Louis-Barthélémy Pradher, qui était professeur de piano au Conservatoire de Paris.
Ses ballets composés pour l'opéra connurent un franc succès : Les Fiancés de Caserte (1817), Alfred le Grand (1822), et Aline (1823).
Ses airs, mélodies, romances, nocturnes, fantaisies et autres quadrilles de contredanses plurent au public à une époque où ces genres étaient à la mode. Sa musique fut même adaptée pour la guitare par Antoine Meissonnier.
- Héros, cantate, 1806
- Noémie, ballet
- Marguerite de Waldemar, opéra en un acte, 1812
- Noce écossaise, opéra, 1814
- Les Fiancés de Caserte, ballet, 1817
- Chevalier d'industrie, opéra, 1818
- Alfred le Grand, ballet, 1822
- Aline, ballet, 1823

## Son portrait
Le portraitiste représente Dugazon comme une « figure » de l'opéra-comique au début du XIXe siècle (la date de 1806 figure sur le tableau, bien qu'invisible sur l'illustration ci-dessus). Le buste de marbre représente son ami Étienne Nicolas Méhul,. Sculpté par Lorenzo Bartolini ce buste est dédié à Rodolphe Kreutzer. L’autre buste, situé en haut à droite du tableau, est en bronze. Il représente Henri Montan Berton dont Dugazon a été l’élève.
Ce portrait est donc celui d’une célébrité de l'époque ; il n'est pas sans rappeler celui de François Adrien Boieldieu peint par Louis Léopold Boilly pour l’exposition de 1800 et qui se trouve au musée de Rouen. Comme pour ce dernier, le peintre a placé Gustave Dugazon devant un pianoforte sur lequel une partition, deux livres à couverture verte et un encrier rappellent qu’il est compositeur. Dugazon tient à la main sa cantate Hero.